# Heliocereus aurantiacus
Heliocereus aurantiacus là một loài thực vật có hoa trong họ Cactaceae. Loài này được Kimnach mô tả khoa học đầu tiên năm 1974.